# André Loucheur
André Charles Lucien Loucheur CSSp (* 16. September 1910 in Roubaix, Département Nord; † 30. März 1998 in Chevilly-Larue, Département Val-de-Marne) war ein französischer römisch-katholischer Ordensgeistlicher und Bischof von Bafia.

## Leben
André Loucheur trat der Ordensgemeinschaft der Spiritaner bei und legte am 8. September 1930 die Profess ab. Loucheur wurde am 3. Juli 1938 durch den Generalsuperior der Spiritaner, Bischof Louis Le Hunsec CSSp, zum Diakon geweiht und empfing am 29. September desselben Jahres in der Kapelle des ordenseigenen Priesterseminar in Chevilly-Larue das Sakrament der Priesterweihe. Papst Paul VI. bestellte ihn am 14. Juli 1965 zum ersten Apostolischen Präfekten von Bafia. Loucheur nahm an der vierten Sitzungsperiode des Zweiten Vatikanischen Konzils teil.
Am 11. Januar 1968 wurde André Loucheur infolge der Erhebung der Apostolischen Präfektur Bafia zum Bistum erster Bischof von Bafia. Der Erzbischof von Yaoundé, Jean Zoa, spendete ihm am 19. März desselben Jahres im Stadion von Bafia die Bischofsweihe; Mitkonsekratoren waren der Bischof von Mbalmayo, Paul Etoga, und der Bischof von Lille, Adrien Gand.
Papst Paul VI. nahm am 21. Dezember 1977 das von André Loucheur vorgebrachte Rücktrittsgesuch an. Loucheur starb im März 1998 in Chevilly-Larue und wurde auf dem dortigen Friedhof seiner Ordensgemeinschaft beigesetzt.